# Сокотра (мухафаза)

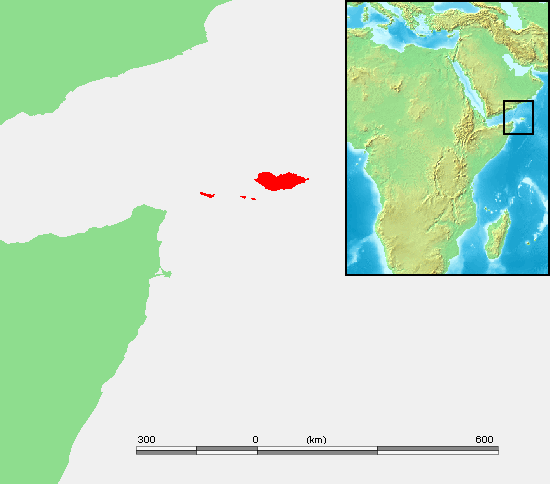
Архіпелаг Сокотра

Сокотра (араб. أرخبيل سقطرى ʾArḫabīl Suquṭrā) — мухафаза Ємену. Складається із двох мудірій — Гідайбу й Калансія і Абд-ель-Курі.

## Історія
Ще до британського правління Сокотра була частиною султанату Махра і залишилася такою після того, як Махра стала частиною протекторату Аден. З проголошенням незалежності Південного Ємену в 1967 році архіпелаг був приєднаний до мухафази Аден, незважаючи на його віддаленість. У 2004 році його перенесли до мухафази Хадрамаут. З грудня 2013 року Сокотра — окрема мухафаза Ємену.
30 квітня 2018 року Об'єднані Арабські Емірати в рамках громадянської війни в Ємені ввели війська та взяли під адміністративний контроль аеропорт Сокотри та морський порт. 14 травня 2018 року на острові також були розгорнуті саудівські війська, і між Об'єднаними Арабськими Еміратами та Єменом була укладена угода щодо спільних військових навчань та повернення адміністративного контролю над аеропортом і морським портом Сокотри Ємену.
Південна Перехідна Рада захопила контроль над островом у червні 2020 року

## Острови
Архіпелаг складається з чотирьох великих островів: Сокотра, Абд-ель-Курі, Самха і Дарса, а також 3 невеликих острівців на північ від архіпелагу.
| Назва острова         | Координати | площа (км 2 | населення |
| --------------------- | ---------- | ----------- | --------- |
| Сокотра               |            | 3796        | 44 120    |
| Абд аль Курі          |            | 130.2       | 450       |
| Самха                 |            | 39.6        | 100       |
| Дарса                 |            | 7.5         | 0         |
| Каль-Фірйавн (північ) |            | 0,17        | 0         |
| Каль-Фірйавн(південь) |            | 0,12        | 0         |
| Сабунія               |            | 0,05        | 0         |

## Мудирії
Мухафаза Сокотра поділяється на наступні 2 райони. Ці райони далі поділяються на підрайони, а потім ще на села:
- Район Хідайбу (що складається зі східної частини острова Сокотра)
- Район Калансія і Абд-ель-Курі (складається із західної третини острова Сокотра, разом з островом Абд аль-Курі, островом Самха та ненаселеним островом Дарса)